# Foot Ball Club Brescia 1934-1935
Questa pagina raccoglie i dati riguardanti il Foot Ball Club Brescia nelle competizioni ufficiali della stagione 1934-1935.

## Stagione
Nella stagione 1934-1935 per la terza stagione consecutiva viene confermato alla guida del Brescia il magiaro György Hlavay. Evaristo Frisoni passa alla Roma, Berardo Frisoni va al Genova 1893, dal Palermo arriva la punta Giovanni Chiecchi, ritorna a Brescia Rocco Ranelli. In questa sua quarta stagione in Serie A il Brescia con 27 punti ha ottenuto il decimo posto in classifica, tre punti sopra la quota salvezza.

## Rosa
| N. |                   | Ruolo | Calciatore          |
| -- | ----------------- | ----- | ------------------- |
|    | Italia (bandiera) | P     | Giuseppe Peruchetti |
|    | Italia (bandiera) | P     | Vittorio Zampedri   |
|    | Italia (bandiera) | D     | Angelo Bocchi       |
|    | Italia (bandiera) | D     | Guido Duo           |
|    | Italia (bandiera) | D     | Nereo Marini        |
|    | Italia (bandiera) | C     | Giovanni Braga      |
|    | Italia (bandiera) | C     | Giovanni Gasparini  |
|    | Italia (bandiera) | C     | Mario Provaglio     |
|    | Italia (bandiera) | C     | Giuseppe Valenti    |

| N. |                   | Ruolo | Calciatore        |
| -- | ----------------- | ----- | ----------------- |
|    | Italia (bandiera) | A     | Ugo Allegri       |
|    | Italia (bandiera) | A     | Bruno Bianchi     |
|    | Italia (bandiera) | A     | Giovanni Correnti |
|    | Italia (bandiera) | A     | Giovanni Chiecchi |
|    | Italia (bandiera) | A     | Aldo Dusi         |
|    | Italia (bandiera) | A     | Angelo Gibertoni  |
|    | Italia (bandiera) | A     | Rocco Ranelli     |
|    | Italia (bandiera) | A     | Erminio Reggiani  |
|    | Italia (bandiera) | A     | Francesco Rier    |

## Risultati

### Serie A

#### Girone di andata
| Arbitro: | Scarpi (Dolo) |

|  |           |                            |
|  | Marcatori | 66’ Borel II 74’ Serantoni |

| Arbitro: | Gianelli (Genova) |

|                                             |           |  |
| Scopelli 14’ Costantino 44’ Guaita 56’, 60’ | Marcatori |  |

| Arbitro: | Dattilo (Roma) |

|                  |           |  |
| Reggiani 9’, 22’ | Marcatori |  |

| Arbitro: | Caironi (Milano) |

|              |           |                   |
| Casalino 41’ | Marcatori | 65’ (rig.) Marini |

| Arbitro: | Mazzarini (Roma) |

|             |           |              |
| Valenti 33’ | Marcatori | 72’ Viani II |

| Palermo 18 novembre 1934 6ª giornata | Palermo         | 0 – 0 | Brescia | Stadio del Littorio\| Arbitro: \| Scotto (Savona) \| |
| Arbitro:                             | Scotto (Savona) |       |         |                                                      |

| Arbitro: | Gianni (Pisa) |

|                              |           |  |
| Colombari 50’ Gravisi II 72’ | Marcatori |  |

| Arbitro: | Bertoli (Vicenza) |

|              |           |  |
| Correnti 44’ | Marcatori |  |

| Arbitro: | Pizziolo (Firenze) |

|                                               |           |                                |
| Baldi III 14’ Lattuada 19’ Bo 20’ Spinola 66’ | Marcatori | 7’ (aut.) Allasio 60’ Reggiani |

| Arbitro: | Bevilacqua (Viareggio) |

|          |           |  |
| Rier 66’ | Marcatori |  |

| Arbitro: | Turbiani (Ferrara) |

|                                                       |           |         |
| Meazza 16’, 64’, 73’ Vecchi 43’ Mascheroni 44’ (rig.) | Marcatori | 3’ Rier |

| Arbitro: | Sassi (Roma) |

|                                       |           |  |
| Rier 9’, 84’ Bianchi 68’ Reggiani 77’ | Marcatori |  |

| Arbitro: | Salvatori (Roma) |

|                         |           |  |
| Rocco 15’ Mian 25’, 69’ | Marcatori |  |

| Arbitro: | Bertolio (Torino) |

|                   |           |              |
| Marini 37’ (rig.) | Marcatori | 89’ Schiavio |

| Arbitro: | Dattilo (Roma) |

|              |           |  |
| Gastaldi 37’ | Marcatori |  |

##### Girone di ritorno
| Torino 10 febbraio 1935 16ª giornata | Juventus            | 0 – 0 | Brescia | Stadio Benito Mussolini\| Arbitro: \| Barlassina (Novara) \| |
| Arbitro:                             | Barlassina (Novara) |       |         |                                                              |

| Arbitro: | Mastellari (Bologna) |

|                              |           |                   |
| Chiecchi III 20’ Valenti 84’ | Marcatori | 71’ (rig.) Guaita |

| Arbitro: | Pizziolo (Firenze) |

|  |           |          |
|  | Marcatori | 69’ Rier |

| Arbitro: | Scotto (Savona) |

|                            |           |  |
| Chiecchi III 27’, 34’, 80’ | Marcatori |  |

| Arbitro: | Scarpi (Dolo) |

|              |           |  |
| Viani II 87’ | Marcatori |  |

| Arbitro: | Turbiani (Ferrara) |

|                               |           |                            |
| Correnti 82’ Chiecchi III 88’ | Marcatori | 37’ Bonesini 40’ Piccaluga |

| Arbitro: | Sassi (Roma) |

|  |           |                |
|  | Marcatori | 4’ Sallustro I |

| Arbitro: | Gonani (Ravenna) |

|                               |           |  |
| Rebolino 18’, 50’ Allegri 75’ | Marcatori |  |

| Arbitro: | Ciamberlini (Genova) |

|               |           |           |
| Rier 34’, 71’ | Marcatori | 70’ Prato |

| Arbitro: | Bertoli (Vicenza) |

|                                       |           |  |
| Guarisi 48’ Piola 52’, 60’ Uneddu 80’ | Marcatori |  |

| Arbitro: | Gianelli (Genova) |

|                  |           |                |
| Chiecchi III 28’ | Marcatori | 88’ Mascheroni |

| Arbitro: | Corradini (Bologna) |

|                                       |           |                    |
| Ferrara I 47’ Busoni 57’ Magnozzi 71’ | Marcatori | 6’ (aut.) Garraffa |

| Arbitro: | Turbiani (Ferrara) |

|                              |           |          |
| Chiecchi III 48’ Ranelli 63’ | Marcatori | 71’ Mian |

| Arbitro: | Ciamberlini (Sampierdarena) |

|                                 |           |  |
| Maini 5’ Fiorini 15’ Ottani 53’ | Marcatori |  |

| Arbitro: | Pizziolo (Firenze) |

|             |           |  |
| Bianchi 44’ | Marcatori |  |

## Statistiche

### Statistiche di squadra
| Competizione | Punti | In casa | In casa | In casa | In casa | In casa | In casa | In trasferta | In trasferta | In trasferta | In trasferta | In trasferta | In trasferta | Totale | Totale | Totale | Totale | Totale | Totale | DR  |
| Competizione | Punti | G       | V       | N       | P       | Gf      | Gs      | G            | V            | N            | P            | Gf           | Gs           | G      | V      | N      | P      | Gf     | Gs     | DR  |
| ------------ | ----- | ------- | ------- | ------- | ------- | ------- | ------- | ------------ | ------------ | ------------ | ------------ | ------------ | ------------ | ------ | ------ | ------ | ------ | ------ | ------ | --- |
| Serie A      | 27    | 15      | 9       | 4       | 2       | 23      | 11      | 15           | 1            | 3            | 11           | 6            | 34           | 30     | 10     | 7      | 13     | 29     | 45     | -16 |

### Statistiche dei giocatori
| Giocatore     | Serie A  | Serie A |
| Giocatore     | Presenze | Reti    |
| ------------- | -------- | ------- |
| U. Allegri    | 1        | 0       |
| B. Bianchi    | 27       | 2       |
| A. Bocchi     | 7        | 0       |
| G. Braga      | 30       | 0       |
| G. Chiecchi   | 26       | 7       |
| G. Correnti   | 29       | 2       |
| G. Duo        | 23       | 0       |
| A. Dusi       | 8        | 0       |
| G. Gasparini  | 20       | 0       |
| A. Gibertoni  | 13       | 0       |
| N. Marini     | 30       | 2       |
| G. Peruchetti | 27       | -39     |
| M. Provaglio  | 8        | 0       |
| R. Ranelli    | 6        | 1       |
| E. Reggiani   | 16       | 4       |
| F. Rier       | 27       | 7       |
| G. Valenti    | 29       | 2       |
| V. Zampedri   | 3        | -6      |